# Nam Phương
Nam Phuong (Parfum du Sud), née Jeanne Marie-Thérèse Nguyễn Hữu Thị Lan à Gò Công (Cochinchine) le 14 novembre 1913 et morte le 15 septembre 1963 à Chabrignac (Corrèze), est la dernière impératrice consort de la dynastie Nguyễn qui régna sur l'Empire d'Annam (aujourd'hui Viêt Nam).

## Biographie
Marie-Thérèse Nguyễn Hữu Thị Lan (surnommée Mariette en famille) naît dans une petite ville du delta du Mékong en Cochinchine, l'un des protectorats de l'Indochine française (avec le Tonkin au nord, l'Annam au centre, puis le futur Laos et le Cambodge à l'est). Son père, Pierre Nguyễn Hữu-Hào, est un marchand extrêmement fortuné, né dans une famille modeste de Gò Công de religion catholique. Grâce à la protection du vicaire apostolique de Cochinchine occidentale, Lucien Mossard (de), il entre comme employé aux écritures chez le duc de Long-My, Lê Phát Đạt, dont la famille possédait d'immenses territoires et propriétés en Cochinchine, dont la commanderie de Hoa Lu léguée à l'empereur d'Annam. Cette famille — catholique — jouissait de la faveur des autorités coloniales françaises et de la hiérarchie catholique d'Indochine et fit don de terres à l'Église. Pierre Nguyễn Hữu-Hào devient rapidement régisseur des domaines ducaux et finit par obtenir la main de la fille de son maître, Marie Lê Thị Binh. C'est de cette union qu'est donc issue la future impératrice.
Celle-ci est envoyée à l'âge de douze ans en France poursuivre ses études secondaires  dans un pensionnat d'élite tenue par les chanoinesses de Notre-Dame, le couvent des Oiseaux à Paris. Elle y termine ses études en 1932.

### Mariage
En vacances en 1933 dans l'élégante station climatique de Dalat, elle est entraînée par son oncle, contre son gré, à une réception au Langbian Palace, donnée par le gouverneur Pierre Pasquier où l'ancien résident en Annam, M. Charles, et le maire de Dalat, ont l'intention de les présenter au jeune roi Bao Dai, rentré de France depuis un an. Les deux jeunes gens ont reçu une éducation moderne à l'européenne.
L'annonce publique des fiançailles est faite le 9 mars 1934 et la cérémonie de mariage — qui dure quatre jours avec en partie des cérémonies rituelles strictement impériales interdites au public — a lieu au palais impérial de Hué, du 20 mars au 24 mars 1934. Étant catholique, la jeune femme ne reçoit pas de dispense du Saint-Siège et de l'autre côté les mandarins et les aristocrates de la cour de Hué sont mécontents de ce mariage avec une catholique, surtout la mère de Bao Dai, Từ Cung, et les anciennes concubines de son père qui avaient d'autres candidates. Les jeunes époux ont vingt-deux ans pour lui et vingt ans pour elle. Ce mariage fait sensation. Bao Dai est sincèrement épris et lui restera fidèle de nombreuses années.
De caractère résolu, elle exige le titre d'altesse royale (Hoàng Hậu) avec le nom dynastique de « Nam Phương » (Cieux du Sud). Elle obtiendra le prédicat d'altesse impériale en juin 1945. Elle obtient également d'élever ses enfants en plus du bouddhisme, dans le catholicisme. Elle les fait d'ailleurs baptiser (contre l'avis de leur père qui - ironie du sort - demandera le baptême en 1988 dans son grand âge).
Elle fait un voyage officiel en France en 1939 et lance la mode des pantalons d'été et des tuniques brodées à l'indochinoise.

### Enfants
- Prince Bảo Long (né au palais impérial Kien Trung le 4 janvier 1936 – mort le 28 juillet 2007).
- Princesse Phương Mai, née à Dalat le 1er août 1937 et morte à Louveciennes (Yvelines) le 16 janvier 2021, épouse de Don Pietro Badoglio (1939-1992), 2e duc d'Addis Abeba et marquis de Sabotino, petit-fils du maréchal Pietro Badoglio.
- Princesse Phương Liên, née à Dalat le 3 novembre 1938, épouse de M. Bernard Maurice Soulain.
- Princesse Phương Dung, née au palais An Định de Huê le 5 février 1942.
- Prince Bảo Thắng (né à Dalat le 30 septembre 1943 - mort le 15 mars 2017).

### Reine puis impératrice

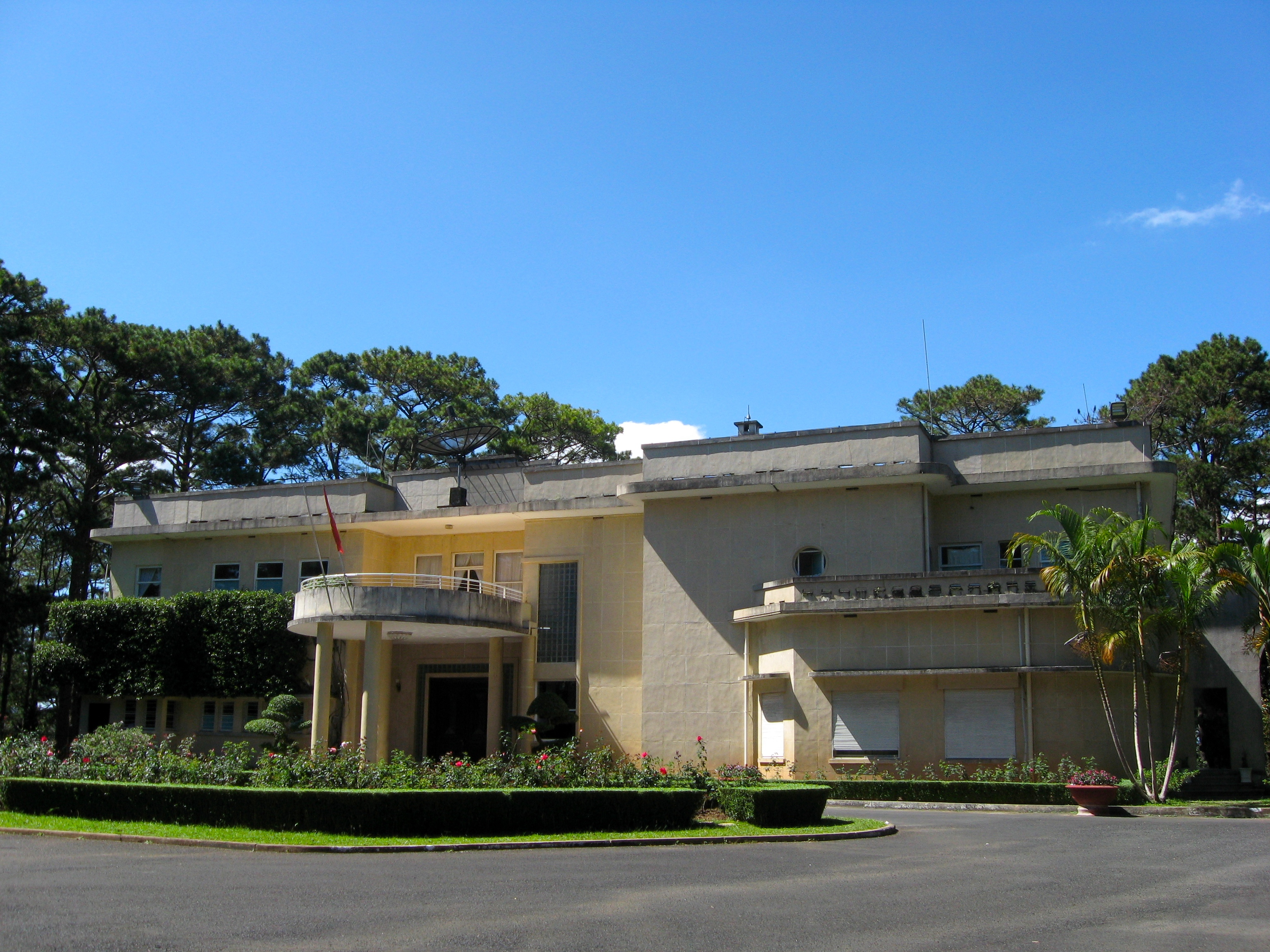
Palais d'été de Dalat dans le style Mallet-Stevens.

Nam Phuong, femme de devoir, se dévoue à de multiples œuvres, fait venir la congrégation de Notre-Dame à Dalat où les religieuses ouvrent un couvent des Oiseaux vietnamien, où elle fait éduquer ses filles, s'occupe de dispensaires et de crèches et fait donner une instruction moderne et pratique à ses enfants, toujours contre l'autorité de sa belle-mère qui la déteste et qui n'était qu'une simple domestique avant de devenir la concubine de l'ancien empereur. Ne dépensant que son argent personnel, la seule somme qu'elle demande au budget fédéral indochinois est la mise aux normes de son appartement privé du palais Kiến Trung à Hué qui est faite par la maison Leleu de Paris (il n'y avait pas de salle de bains…) Elle découvre ainsi que son mari doit obtenir l'autorisation de l'administration française pour toutes ses moindres dépenses. Elle dispose quant à elle de sa propre fortune familiale.
Une seule ombre personnelle dans ces années, c'est une surdité intermittente qui s'aggravera avec l'âge. Mais Bao Dai commence à la tromper et à négliger ses obligations de monarque au début des années 1940, trouvant sa femme trop rigoriste. Cela est accueilli favorablement par certains mandarins de la cour qui espèrent ainsi un retour à la polygamie traditionnelle de la dynastie. Finalement le couple se réconcilie, ce qui donne naissance aux deux derniers enfants dans un contexte difficile où l'occupation japonaise impose au gouverneur Jean Decoux de remettre sur le devant de la scène les trois monarques d'Indochine, dont Bao Dai. Ce dernier se remet à s'occuper de son devoir d'État.
En 1945, le président Roosevelt décide de soustraire l'Indochine à la France, sentant la défaite prochaine des Japonais. Ceux-ci abolissent le protectorat français le 9 mars 1945 et Bao Dai, jouant au début la carte japonaise, retrouve le titre dynastique d'empereur et sa femme prend celui d'impératrice. Cependant des nationalistes pro-américains sont favorables à la république, et d'un autre côté les nationalistes poussés par la Chine communiste sont de plus en plus actifs.
Cinq mois plus tard, le 25 juillet 1945, Bao Dai abdique.

### Après 1945

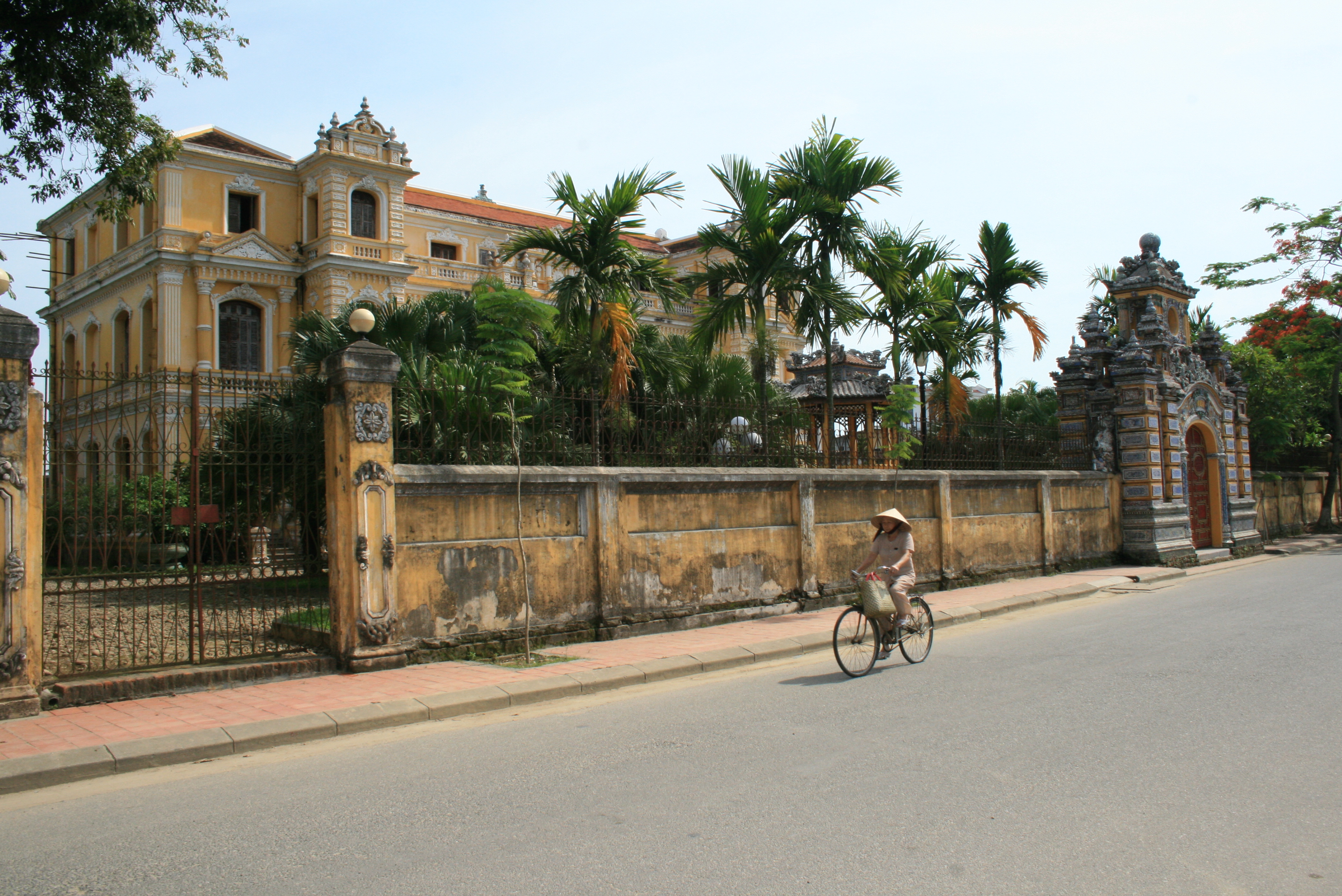
Le palais An Định en 2008.

Le Viêt Minh s'étant imposé, Nam Phuong devient une simple citoyenne. Son mari se voit accorder le titre de conseiller suprême Vĩnh Thụỵ  et part pour Hanoï, puis se réfugie en Chine en 1946. La nouvelle Mme Vĩnh Thụỵ quitte la Cité interdite de Hué pour demeurer au palais An Định sous la surveillance d'un commissaire politique communiste et… de sa belle-mère. Ses enfants vont à l'école communale. Elle a la permission toutefois d'aller prier tous les matins à la chapelle proche des rédemptoristes canadiens (donc neutres) et peut ainsi se renseigner sur l'état du monde, tandis que les combats de rue se poursuivent.
Le 29 mars 1946, les troupes du bataillon du colonel de Crèvecœur arrivent à Hué, tandis que les accords Sainteny - Leclerc - Hô Chi Minh sont signés à Hanoï. Une partie des conservateurs catholiques demande un retour de la France, mais les nationalistes de toute obédience ont le vent en poupe. Elle-même est favorable à l'indépendance du pays. En juin 1946, une république séparatiste autoproclamée de Cochinchine voit le jour. L'été voit redoubler les combats. En décembre 1946, c'est le drame d'Haïphong qui fait six mille morts. Quittant le palais, elle part avec ses enfants se réfugier au couvent des rédemptoristes canadiens, jusqu'en avril 1947, tandis que les bombes éclatent et que la ville est assiégée par le Viêt Minh. Les Français finissent par l'évacuer avec ses enfants vers Tourane (Da Nang), puis de là en avion vers Dalat, où elle retrouve sa famille Nguyễn Hữu Hào. En août 1947, elle retrouve son mari à Hong Kong, sans illusions sur ses infidélités.

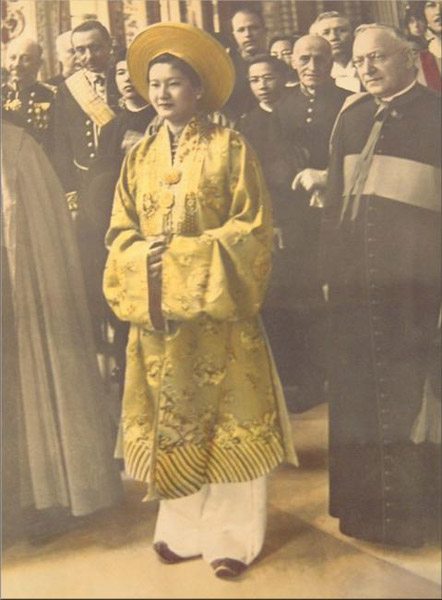
En audience au Vatican.

De 1949 (retour de son mari sur le trône) à  1953, elle passe plusieurs mois par an à Dalat. En 1954, le couple est reçu par le président René Coty à l'Élysée. Elle est reçue cet été-là en audience par le pape Pie XII et au lieu de porter la tenue traditionnelle du protocole, robe longue noire et mantille noire, elle se présente en tenue de la cour annamite : longue tunique brodée avec dragons d'or, pantalons de fils d'argent, grand châle rouge et coiffe annamite d'or. Cela est favorablement reçu au Vatican. Quelques mois plus tard c'est la fin avec la chute de Dien Bien Phu. Bao Dai quitte le Viêt Nam en 1955, Ngô Dinh Diêm étant devenu président de la république du Sud Viêt Nam, grâce à des élections truquées, avec l'appui des États-Unis.

### Dernières années
De 1955 à 1958, Bao Dai et Nam Phuong vivent à Cannes ; mais lassée elle se sépare de son mari pour vivre dans une propriété de 160 hectares Le Perche qu'elle a achetée sur sa fortune personnelle et qui se trouve en Corrèze à Chabrignac. Son fils se bat en Algérie. C'est ici que se mariera sa fille avec M. Bernard Maurice Soulain en 1962.
Elle mène une vie solitaire devenant de plus en plus sourde. Il lui a été prêté une liaison avec son kinésithérapeute, ce qui semble peu probable. 
Elle meurt à Chabrignac d’une angine de poitrine en 1963, à l’âge de quarante-neuf ans. Sa tombe se trouve au cimetière de Chabrignac.
Une partie de sa succession est vendue aux enchères en 1995.